# Drosophila busckii
Drosophila busckii – gatunek muchówki z rodziny wywilżnowatych i podrodziny Drosophilinae.
Gatunek ten opisany został w 1901 roku przez D.W. Cocquilletta.
Muchówka o ciele długości od 2 do 2,5 mm. Na głowie para szczecinek orbitalnych skierowanych w tył jest znacznie cieńsza niż ich para skierowana w przód. Czułki mają człon trzeci krótko owłosiony i nie dłuższy niż dwukrotność długości członu drugiego. Tułów ma matowo żółte śródplecze z trzema ciemnobrązowymi pasami podłużnymi, z których środkowy rozwidla się z tyłu. Chetotaksję tułowia cechuje 6–8 przedszwowych rzędów szczecinek środkowych grzbietu w przedniej części śródplecza, w których wszystkie szczecinki są tak samo krótkie oraz spośród trzech górnych par szczecinek sternopleuralnych przednia najkrótsza, a tylna najdłuższa. Użyłkowanie skrzydła odznacza się żyłką subkostalną bez sierpowatego zakrzywienia za żyłką barkową, tylną komórką bazalną zlaną z komórką dyskoidalną oraz wierzchołkowym odcinkiem żyłki medialnej M1+2 nie dłuższym niż trzykrotność odcinka tej żyłki między żyłkami poprzecznymi przednią i tylną. Tylko tylna para odnóży ma szczecinki przedwierzchołkowe na goleniach. Jasnożółty odwłok ma czarne, piłkowane i przerywane pośrodku przepaski na tylnych krawędziach tergitów.
Larwy przechodzą rozwój w grzybach oraz gnijących warzywach i owocach.
Gatunek kosmopolityczny, w zimniejszych rejonach synantropijny.